# کاروانسرای شاه‌عباسی (شهر ری)

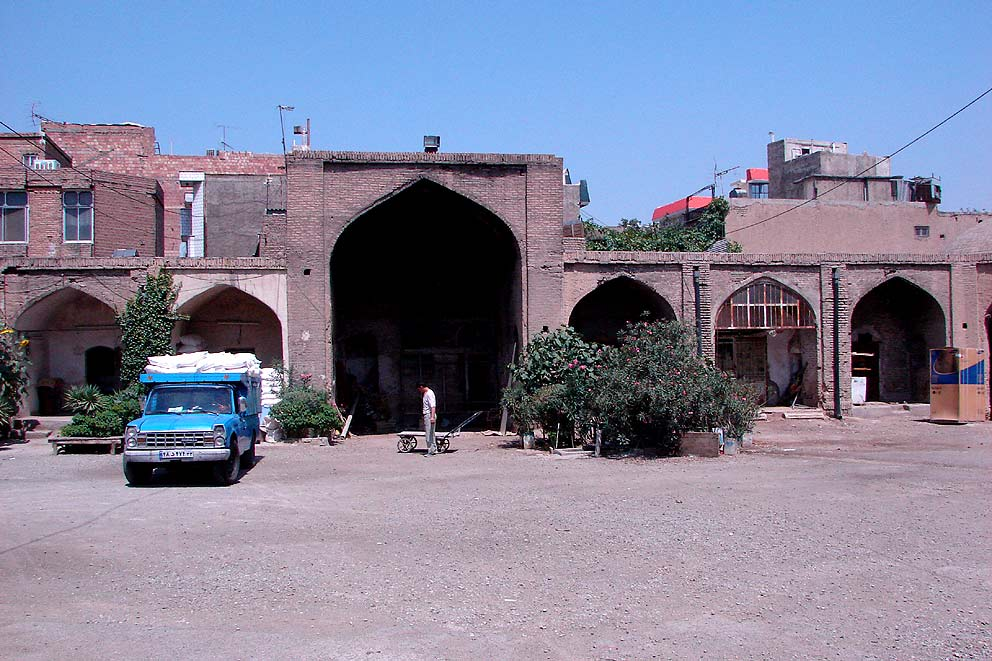
کاروانسرای شاه‌عباسی شهرری، اکنون به عنوان انبار استفاده می‌شود.

کاروانسرای شاه‌عباسی در جنوب غربی میدان عبدالعظیم شهر ری و روبه‌روی مسجد خاتم‌النبیین قرار دارد و مساحت آن حدود ۱۰۰۰ متر مربع است. این کاروان‌سرا اکنون جزو موقوفات آستان شاه عبدالعظیم است و به عنوان انبار از آن استفاده می‌کنند.
هم هنگام با اجرای عملیات بهسازی و ساماندهی میدان و پیاده راه حرم عبدالعظیم حسنی توسط سازمان زیباسازی، عملیات مرمت و بهسازی این کاروانسرا توسط معاونت تبلیغات و درآمد سازمان زیباسازی شهر تهران از خرداد ماه ۱۳۹۶ آغاز و در شانزدهم آذر ماه ه۱۳۹۶ به فرجام رسید. برای مطالعه بیشتر به منابع مراجعه کنید.
کاروانسراها کالبد توسعه یافته چاپارخانه‌های هخامنشیان است که نخستین بار در تاریخ برای استراحت و تجدید توان پیک سواران و قاصدان دستگاه دولتی از شهر شوش در شمال خلیج فارس تا ساردیس در غرب مدیترانه ساخته شدند. بعدتر ساخت این فضاها از دورهٔ سلجوقی و سپس ایلخانیان و افشاریان مجدداً رونق گرفتند اما این دوره صفویان بود که تزیینات آنها به اوج آرایه بندی معمارانه رسید و شمار آنان در گستره ایران زمین تنه به دوران باستان می‌زد.
این کاروانسراها با معماری حیاط بزرگ مرکزی به صورت چهار ایوانه یا سه ایوانه طراحی و برای استراحتگاه بازرگانان و بارانداز کالاها ساخته می‌شده‌اند. کاروانسرای شاه عباسی ری نیز چهار ایوانه بوده که در طرح تعریض معبر به خیابان، ایوان شرقی اش تخریب و اینک پوسته از آن در عملیات مرمت و بهسازی که توسط سازمان زیباسازی شهر تهران به انجام رسیده مجدداً ساخته شده‌است. کاروانسرای «عباسی» شهرری نیز علاوه بر مکانی برای استراحت بازرگانان و بارانداز کالاها، محل اسکان و اقامت زائران حرم عبدالعظیم حسنی نیز بوده‌است.